# Zmajevo
Zmajevo (en serbe cyrillique : Змајево) est une localité de Serbie située dans la province autonome de Voïvodine. Elle fait partie de la municipalité de Vrbas, dans le district de Bačka méridionale. Au recensement de 2011, elle comptait 3 873 habitants.
Zmajevo, officiellement classé parmi les villages de Serbie, est situé sur les bords de la Jegrička, un affluent de la rive gauche de la Tisa.

## Géographie

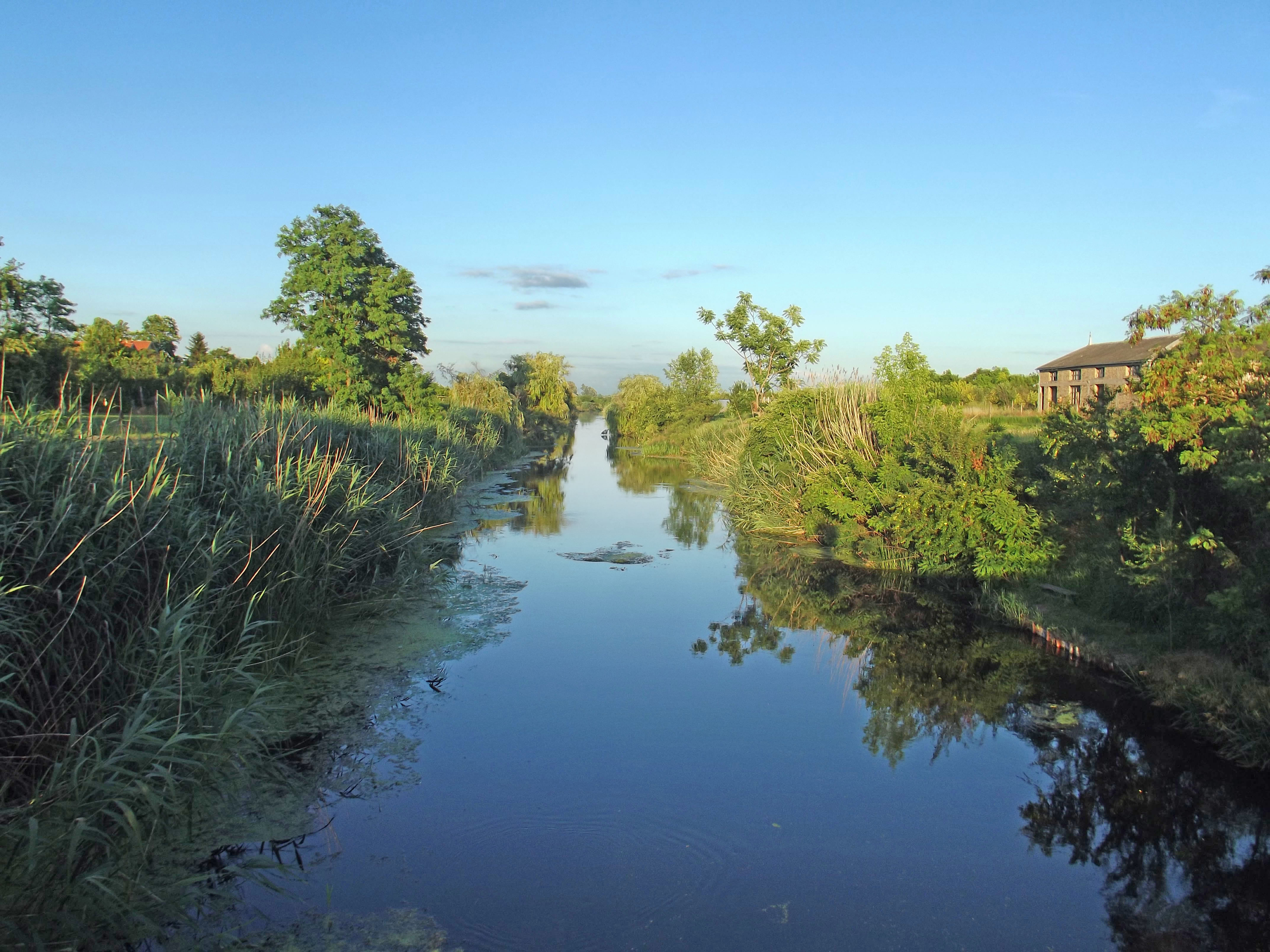
Le parc national de la Jegrička près de Zmajevo

## Démographie

### Évolution historique de la population
| 1948  | 1953  | 1961  | 1971  | 1981  | 1991  | 2002  | 2011  |
| ----- | ----- | ----- | ----- | ----- | ----- | ----- | ----- |
| 4 717 | 4 583 | 5 212 | 4 859 | 4 773 | 4 548 | 4 361 | 3 873 |

|  |